# Guichen
Guichen település Franciaországban, Ille-et-Vilaine megyében. Lakosainak száma 9203 fő (2022. január 1.). Guichen Bourg-des-Comptes, Bruz, Guignen, Laillé, Lassy, Saint-Senoux és Goven községekkel határos.

## Népesség
A település népességének változása:
| Lakosok száma | 3311 | 5311 | 5891 | 7100 | 8095 | 8231 | 8568 | 8674 | 8763 | 9203 |
|               | 1968 | 1982 | 1990 | 2006 | 2013 | 2015 | 2017 | 2019 | 2020 | 2022 |